# Čača vas
Čača vas je naselje u slovenskoj Općini Rogaškoj Slatini. Čača vas se nalazi u pokrajini Štajerskoj i statističkoj regiji Savinjskoj. 

## Stanovništvo
Prema popisu stanovništva iz 2002. godine naselje je imalo 169 stanovnika.